# Časni red univerzalne komasonerije
Časni red univerzalne komasonerije (engl. Honorable Order of Universal Co-Masonry) je mješovita slobodnozidarska velika loža međunarodnog karaktera sa sjedištem u Coloradu, SAD. Osnovana je 1994. godine izdvajanjem članstva iz Američke federacije "Le Droit Humain".

## Svrha
Red se pokušava "boriti protiv neznanja u svim njegovim oblicima" i djeluje "u slavu Božju i savršenstvo čovječanstva". Ovaj red je stvorio "masonsku upravu koja osigurava maksimalnu slobodu kompatibilnu s dobrovoljno prihvaćenom disciplinom i ustrojena je prema odredbama drevnih škola misterija, Škotskog obreda i Engleskog obreda".

## Povijest
Početkom 1990-ih došlo je do vrhunca filozofskih razmimoilaženja između francuskog vodstva međunarodnog reda Le Droit Humain i članova Američke federacije koje su dulje vrijeme rasle. Članovi Američke federacije su velikom većinom glasovali za proglašenje njezine neovisnosti i odvajanje od Le Droit Humaina što je uslijedilo u travnju 1994. godine. Budući da je Američka federacija bila registrirana u Sjedinjenim Državama i bila je pravno neovisan korporativni entitet od Le Droita Humain, ova je tranzicija obavljena glatko i dvije su se organizacije razišle.
Nakon raspada, Američka federacija Le Droit Humain uspostavila je vlastito Vrhovno vijeće sa sjedištem u Larkspuru, koje je zamijenilo Vrhovno vijeće Le Droit Humain. Preimenujući se u "Američka komasonerija", novi neovisni red također je počeo osnivati lože izvan Sjedinjenih Država kao nezavisne organizacije koja više nije vezana sustavom nacionalnih federacija koje je Le Droit Humain koristio za organiziranje svojih članova. Godine 2010. završena je izgradnja novog Velikog hrama u Larkspuru sjedišta novoosnovane međunarodne organizacije.
Godine 2017., Časni red američke komasonerije: Američka federacija za ljudska prava (Honorable Order of American Co-Masonry: American Federation of Human Rights) promijenio je naziv u Časni red univerzalne komasonerije: Ujedinjena federacija loža (The Honorable Order of Universal Co-Masonry: United Federation of Lodges) kako bi bolje odražavao međunarodni karakter reda.

## Ustroj
Sjedište Časnog reda univerzalne komasonerije je u Larkspuru, savezna država Colorado.

### Lože
Ovaj red ima preko 30 masonskih loža. Pored Sjedinjenih Država, lože se nalaze u Brazilu, Čileu, Argentini, Filipinima (Manila i Cebu), Kostarici (Alajuela) i Hrvatskoj (Zagreb i Vojnovec Kalnički).
- Loža "Esena" (Essene Lodge) br. 32, Vojnovec Kalnički[9] – nosi naziv po Esenima, židovskoj vjerskoj sekti raširenoj u Palestini od 2. stoljeća pr. Kr. do 1. stoljeća.[10]

### Vodstvo
Upravno tijelo ovog reda je Vrhovno vijeće Škotskog obreda. Vrhovnim vijećem predsjedava veliki zapovjednik (ekvivalent velikog majstora). Od 1994. godine velika zapovjednica je Magdalena Cumsille.

### Obred
Primarni obred Časnog reda univerzalne komasonerije je Drevni i prihvaćeni škotski obred. Red upravlja simboličkim stupnjevima plave lože (učenik, pomoćnik i majstor) kao i visokim stupnjevima. Pored Škotskog obreda, na visokim stupnjevima radi se i po Yorčkom obredu, ali smo po stupnjevima kapitela kraljevskog luka.

## Lože u Hrvatskoj

### Loža "Esena"
Časni red univerzalne komasonerije je 5. svibnja 2024. godine u Vojnovcu Kalničkom, kod Križevaca, Koprivničko-križevačka županija, utemeljio Plemenitu ložu "Esena" br. 32. Dan ranije, u Časni red univerzalne komasonerije je pristupilo 18 članova od kojih su neki i bivši članovi Velike lože "Ponoć" koja je imala sjedište u istom mjestu. 
Loža "Esena" je mješovitog karaktera i nosi naziv po Esenima, židovskoj vjerskoj sekti raširenoj na području Palestine od 2. stoljeća pr. Kr. do 1. stoljeća. Loža je upisana i kao udruga u Registar udruga Republike Hrvatske.

### Loža u Zagrebu
Loža nepoznatog naziva u Zagrebu radi pod okriljem Časnog reda univerzalne komasonerije.

## Vanjske poveznice
- Službena stranica
- Stranica na portugalskom
- Facebook stranica
- Masonsko filozofsko društvo
- Loža "Esena", Vojnovec Kalnički